# Торгу (волость)
Торгу (эст. Torgu) — бывшая волость в Эстонии в составе уезда Сааремаа. В ходе административно-территориальной реформы 2017 года все 12 самоуправлений на острове Сааремаа были объединены в единое самоуправление — волость Сааремаа.

## Положение
Площадь волости — 126,44 км², численность населения на 1 января 2010 года составляла 346 человек.
Административным центром волости была деревня Ийде. Помимо этого, на территории волости находилась ещё 21 деревня.